# Захаренков, Валерий Семёнович
Валерий Семёнович Захаренков (21 января 1940 — 17 января 1992) — оператор по добыче нефти и газа газопромыслового управления № 1 Уренгойского производственного объединения по добыче газа имени С. А. Оруджева Главтюменгазпрома Министерства строительства предприятий нефтяной и газовой промышленности СССР, Ямало-Ненецкий автономный округ Тюменская область. Лауреат Государственной премии СССР. Герой Социалистического Труда (13.06.1986).

## Биография
Родился 21 января 1940 года в деревне Каменка Калужской области. Был помощником кузнеца. В армии учился на авиационного механика.
Всю свою трудовую деятельность посвятил разработке месторождений и добыче природного газа в районах Крайнего Севера.
Указом Президиума Верховного Совета СССР от 13 июня 1986 года за выдающиеся производственные достижения, большой личный вклад в досрочное выполнение планов одиннадцатой пятилетки по добыче и поставке газа и проявленный трудовой героизм Захаренкову Валерию Семёновичу присвоено звание Героя Социалистического Труда с вручением ордена Ленина и золотой медали «Серп и Молот».
Холостяк. Жил и работал в городе Новый Уренгой Ямало-Ненецкий автономный округ Тюменская область. Почти все свои уренгойские годы (с 1977 по 1992) он прожил в общежитии, хотя предлагали ему отдельную квартиру в «капиталке». Он с трудом переехал из общежития в квартиру года за три до смерти. Читал очень много. Выписывал всё, что только возможно выписать. В квартире и на подоконниках, и на стульях, и на полу, и на полках стопками лежали книги. «А вот о здоровье своем совсем не заботился. По больницам ходить не любил. Работал до последнего. Упал в обморок в цехе – вот тогда и попал на обследование в Тюмень. Ушел он рано»... Вспоминают друзья.
Умер от хронического туберкулёза 17 января 1992 года. Похоронен в Новый Уренгой. 

## Память
- В декабре 1998 года именем Валерия Захаренкова была названа улица в северной части Нового Уренгоя[3].

## Награды
- Золотая медаль «Серп и Молот» (13.06.1986);
- Орден Ленина (13.06.1986).
- Орден Трудового Красного Знамени (15.05.1985).
- Орден Трудового Красного Знамени (20.02.1975).
- Медаль «За трудовую доблесть»
- Медаль «В ознаменование 100-летия со дня рождения Владимира Ильича Ленина» (6 апреля 1970)
- Медаль «Ветеран труда»
- Медаль «За освоение недр и развитие нефтегазового комплекса Западной Сибири»
- медалями ВДНХ СССР: